# National Register of Historic Places in Guam
Vom National Register of Historic Places der USA wurden folgende Orte in Guam als historische Stätten aufgenommen.
Hinweis: Diese Liste ist bis zum Stand 29. Juni 2007 vollständig.

## (Agafa Gumas) Yigo
- Cruz Water Catchment

## (Nalao) Barrigada
- Guzman Water Catchment

## Agat
- Agat Invasion Beach
- Cable Station Ruins
- Hill 40
- Orote Field
- Taelayag Spanish Bridge
- Taleyfac Spanish Bridge

## Agat/Santa Rita
- Sumay Cemetery

## Andersen Air Force Base
- Talagi Pictograph Cave

## Anigua
- Toves House

## Apra Harbor
- Orote Historical Complex

## Asan
- Asan Invasion Beach
- Asan Ridge Battle Area
- Matgue River Valley Battle Area
- Memorial Beach Park

## Chalan Pago
- Pagu' Pillbox I
- Pagu' Pillbox II

## Comnavmarianas
- Ha-62-76

## Dededo
- Uruno Beach Site
- Uruno Site

## Finegayan
- Haputo Beach Site
- South Finegayan Latte Stone Park

## Hagåtña
- Agana Historic District
- Agana Spanish Bridge
- Agana-Hagatna Pillbox
- Agana/Hagatna Cliffline Fortifications
- Ayulang Pillbox
- Fort Santa Agueda
- Guam Congress Building
- Guam Institute
- Mesa House
- Plaza de España
- Spanish Dikes
- War in the Pacific National Historical Park

## Inarajan
- Gadao's Cave
- Inalahan Pillbox
- Inarajan Ridge
- Inarajan Village
- Malolos Site
- Nomna Bay Site
- North Inarajan Site
- Talofofo River Valley Site
- West Atate

## Ipan
- Tokcha' Pillbox

## Mangilao
- Mochom
- Taogam Archeological Settlement

## Merizo
- Asmaile Point
- Faha Massacre Site
- Malessu' Pillbox
- Merizo Bell Tower
- Merizo Conbento
- Merlyn G. Cook School
- Tinta Massacre Site

## Naval Station
- Tokai Maru

## Piti
- Atantano Shrine
- Piti Coastal Defense Guns
- SMS Cormoran

## Santa Rita
- Mount Tenjo Fortifications
- West Bona Site

## Talofofo
- Aratama Maru
- Asquiroga Cave
- Garapan Mount Pillbox
- Mana Pillbox
- Matala' Pillbox
- South Talofofo Site
- Talofofo-Talu'fofu' Pillbox
- Yokoi's Cave

## Tamuning
- Dungcas Beach Defense Guns
- Fafai Beach Site
- Oka Fortification
- San Vitores Martyrdom Site
- Ypao Beach Archeological Site

## Tumon
- As Sombreru Pillbox I
- As Sombreru Pillbox II
- As Sombreru Pillbox III
- Gongna Beach Gun Emplacement
- Gongna Beach Gun Mount
- Gongna Beach Mount Pillbox
- Ipao Pillbox I
- Ipao Pillbox II
- Ipao Pillbox III
- Naton Headland Fortification I
- Naton Headland Fortification II
- Sanvitores Beach Japanese Fortification
- Tomhum Cliffline Fortification I
- Tomhum Cliffline Fortification II
- Tomhum Cliffline Fortification III
- Tomhum Pillbox I
- Tomhum Pillbox II
- Tomhum Pillbox III
- Tonhum Fortification I

## Umatac
- Achugao Bay Site
- Agaga
- Cetti Bay
- Creto Site
- Fort Nuestra Senora de la Soledad
- Fort San Jose
- Fort Santo Angel
- Fouha Bay
- Francisco Q. Sanchez Elementary School
- Machagden Point
- San Dionisio Church Ruins
- Sella Bay Site
- Umatac Outdoor Library
- Umatac-Umatak Pillbox

## Yigo
- Hanum Site
- Jinapsan Site
- Mataguac Hill Command Post
- Pagat Site

## Yigo (Piga)
- Torre Water Catchment

## Yona
- Ilik River Fortification I
- Ilik River Fortification II
- Light Model Tank No. 95
- South Pulantat Site